# Cry Macho
Cry Macho és un neo-Western dramàtic del 2021 dirigit i produït per Clint Eastwood i escrit per Nick Schenk i basat en la novel·la homònima de 1975 de Nathan Richard Nusbaum. Protagonitza la pel·lícula Eastwood com una antiga estrella del rodeo contractat per reunir un nen a Mèxic amb el seu pare als Estats Units. Hi va haver molts intents d'adaptar la novel·la de Nash a una pel·lícula al llarg dels anys. Sobretot, Arnold Schwarzenegger es va incorporar a un d'aquests intents com a protagonista el 2011, però es va cancel·lar després d'un escàndol. El 2020 es va anunciar l'adaptació d'Eastwood; va produir la pel·lícula amb Albert S. Ruddy, Tim Moore i Jessica Meier. Ha estat subtitulada al català.

## Repartiment
- Clint Eastwood com a Mike Milo
- Eduardo Minett com a Rafo
- Natalia Traven com a Marta
- Dwight Yoakam com a Howard Polk
- Fernanda Urrejola com a Leta
- Horacio García-Rojas com a Aurelio

## Antecedents
A la primeria dels anys 1970, l'escriptor Nathan Nash va oferir dues vegades un guió titulat Macho a 20th Century Fox i va ser rebutjat. Com a resultat, Nash en va fer una novel·la i la va publicar l'11 de juny de 1975. Després de rebre crítiques positives per l'obra, Nash va posar en venda una altra vegada el guió (sense canvis) i el va vendre a la Fox.
Ja en mans de la Fox, múltiples actors es van interessar pel rol principal; incloent Pierce Brosnan, Clint Eastwood, Burt Lancaster, Roy Scheider i Arnold Schwarzenegger. La pel·lícula mai va poder fer-se i Nash va morir el 2000.
El 1988 Eastwood va preferir ser novament Harry Callahan i va rebutjar Cry Macho per La llista negra. El 1991 una adaptació amb Scheider va començar a filmar-se a Mèxic, però el treball mai es va completar.
El 2003 Schwarzenegger va triar ser el protagonista, però a causa de la seva elecció com a nou governador de Califòrnia, el productor Albert S. Ruddy li va aconsellar no actuar. L'abril del 2011, Schwarzenegger va anunciar el seu retorn al setè art amb Cry Macho. No obstant això, el projecte va ser cancel·lat en conèixer-se que Maria Shriver es divorciava de Schwarzenegger, perquè aquest va tenir un fill extramarital amb la seva empleada domèstica.